# Jakub Michał Estko
Jakub Michał Estko herbu własnego (zm. 30 października 1749 roku) – generał adiutant wojsk Jego Królewskiej Mości, pisarz grodzki kowieński w latach 1714–1717, stolnik kowieński w latach 1709–1725, miecznik kowieński w latach 1696–1709.
Żonaty z Ludwiką Marią Łukiańską.
Był wyznawcą kalwinizmu.